# Liste de journaux au Paraguay
Cette liste de journaux paraguayens comprend les principaux journaux et périodiques publiés actuellement au Paraguay.
- ABC Color (es) (Asuncion)
- Última Hora (es) (Asuncion)
- La Nación (es) (Asuncion)
- Diario Popular (en) (Asuncion)

Parmi les titres disparus au XXe siècle, on peut citer La Tribuna (es) fondée en 1925 à Asuncion et qui a cessé de publier en 1983.